# 15 км (зупинний пункт, Південна залізниця)
15 кіломе́тр — пасажирський залізничний зупинний пункт Сумської дирекції Південної залізниці на лінії Білопілля — Баси.
Розташований біля садово-дачних ділянок поблизу села Дудченки Сумського району Сумської області між станціями Торохтяний (4 км) та Вири (6 км).
На платформі зупиняються приміські дизель-поїзди.